# Богумил Храбак
Богумил Храбак (Велики Бечкерек, 11. јануар 1927 — Београд, 12. децембар 2010) био је историчар, универзитетски професор и научни радник.

## Биографија
Отац Богумил, војни музичар, мајка Даница, рођ. Шупут. Завршио је основну школу и гимназију (1945) у Зрењанину и делимично у Сенти. У редовима НОВ био је од октобра 1944. до децембра 1945. Студирао је филозофију а затим историју на Филозофском факултету у Београду (1946-1951). Током студија, радио је као књижничар у библиотеци Семинара за националну историју. Био је асистент на Одељењу за историју Филозофског факултета у Београду (фебруар 1951 - децембар 1957). Докторску дисертацију Дубровачки извоз житарица из Отоманског царства до почетка XVII века одбранио је на Филозофском факултету у Сарајеву 1957.
Након докторирања, радио је у Војноисторијском институту, а затим (до септембра 1965) у Институту друштвених наука. Потом, прво као ванредни а затим и редовни професор, радио је на Филозофском факултету у Приштини (1965- 1979). Ту је утемељио Одељење за историју, на чијем је челу био осам година. Један је од оснивача Научног друштва Косова. Краће време био је хонорарни директор Института за историју радничког покрета (1976—1977). На Филозофском факултету у Новом Саду, радио је као редовни професор (1979—1993), после чега је отишао у пензију. Био је редовни члан Академије наука и уметности Косова (1978-1992).
После пензионисања, хонорарно је предавао на Филозофском факултету у Никшићу (1995-1999), Бањалуци (1994- 2001), на постдипломским студијама у Приштини и Косовској Митровици. Oсновао је Фонд за публиковање докторских дисертација у Новом Саду 2007. и сличан фонд за објављивање магистарских радова у Бањалуци. Био је уредник више југословенских историјских часописа. У средишту његових истраживања биле су теме из привредне историје позног средњег века, турско-млетачки односи, Први српски устанак, Први светски рат, привредна и политичка историја Краљевине Југославије и спољнополитичка активност социјалистичке Југославије до 1965. Његова библиографија броји више од 600 наслова. Сахрањен је у Новом Бечеју

## Одабрана библиографија
- Bogumil, Hrabak (1959). „Dubrovačke vesti o Skender-begu Crnojeviću i Crnoj Gori pod njegovom vlašću”. Anali Historijskog instituta u Dubrovniku. 6—7 (1957-1958): 419—439. Архивирано из оригинала 17. 06. 2022. г. Приступљено 06. 07. 2025.
- Записници са седница Делегације Краљевине СХС на мировној конференцији у Паризу 1919—1920, 1960 (заједно са Богданом Кризманом).
- Србија 1918: Политика и напори Србије у ратној 1918. години (1968, са Д. Јанковићем).
- Извоз житарица из Османлијског царства у 14, 15. и 16. столећу, 1971.
- Арбанашки устанци 1912, 1975.
- Записници Министарског савета Србије 1915—1918. (1976, са Д. Јанковићем)
- Храбак, Богумил (1976). „Русија и спасавање Србије у јесен 1915. године”. Историјски часопис. 23: 127—179.
- Hrabak, Bogumil (1978). „Herceg-Novi u doba bosanskohercegovačke vlasti (1382-1482)” (PDF). Бока: Зборник радова из науке, културе и умјетности. 10: 7—31.
- Храбак, Богумил (1979). „Харамије, одметници и устаници у старим рашким областима од 1450-1700” (PDF). Новопазарски зборник. 3: 3—12. Архивирано из оригинала 06. 07. 2025. г. Приступљено 06. 07. 2025.
- Дезертерство и зелени кадар у југословенским земљама у Првом светском рату, 1979.
- Југословени заробљеници у Италији и њихово добровољачко питање 1915—1918, 1980.
- Храбак, Богумил (1980). „Трговачке и саобраћајне везе Новог Пазара (1461—1521)” (PDF). Новопазарски зборник. 4: 3—18. Архивирано из оригинала 06. 07. 2025. г. Приступљено 06. 07. 2025.
- Храбак, Богумил (1981). „Новопазарски санџак пред опасношћу аустроугарске окупације 1903. и 1904.” (PDF). Новопазарски зборник. 5: 5—19. Архивирано из оригинала 06. 07. 2025. г. Приступљено 06. 07. 2025.
- Дубровчани у рударству и увозно-извозној трговини Косова 1455—1700, Врањски гласник 17 (1984).
- Арбанашки упади и побуне на Косову и Метохији од краја 1912. до краја 1915. године, 1988.
- Идеје о федеративној Југославији у Првом светском рату, Врањски гласник 21 (1988).
- Југословени у Швајцарској 1915—1918, Историјски записи 3—4 (1988).
- Hrabak, Bogumil (1988). „Vlaška i uskočka kretanja u severnoj Dalmaciji u XVI stoleću”. Benkovački kraj kroz vjekove. 2. Zadar: Filozofski fakultet. стр. 107—258.
- Дубровачке насеобине у Прокупљу, Врањски гласник 23 (1990).
- Храбак, Богумил (1990). „Власи старинци и досељеници у поречју Западне Мораве (до 1570. године)”. Зборник Народног музеја у Чачку. 20: 5—46.
- Храбак, Богумил (1991). „Ширење арбанашких сточара по равницама и словенски ратари средњовековне Албаније”. Становништво словенског поријекла у Албанији. Титоград: Историјски институт. стр. 85—130.
- Храбак, Богумил (1993). „Нови Пазар и околина у почетној фази декомпозиције Отоманског царства (1560—1580)” (PDF). Новопазарски зборник. 17: 59—66. Архивирано из оригинала 06. 07. 2025. г. Приступљено 06. 07. 2025.
- Привреда, друштвени односи и политички живот Чачка 1918—1941, Зборник Народног музеја у Чачку 24 (1994).
- Храбак, Богумил (1995). „Југословенска муслиманска организација према муслиманима Санџака, Космета и Македоније 1919-1929. године” (PDF). Новопазарски зборник. 19: 155—178. Архивирано из оригинала 06. 07. 2025. г. Приступљено 06. 07. 2025.*
- Храбак, Богумил (1996). „Стара Рашка у Бечком и Морејском рату (1683—1699. године)” (PDF). Новопазарски зборник. 20: 81—92. Архивирано из оригинала 06. 07. 2025. г. Приступљено 06. 07. 2025.*
- Храбак, Богумил (1998). „Јермени у балканским земљама и Београду до краја XVIII века”. Зборник Народног музеја у Чачку. 28: 21—51.
- Храбак, Богумил (1998). „Призренска лига и Стара Рашка” (PDF). Новопазарски зборник. 22: 79—107. Архивирано из оригинала 06. 07. 2025. г. Приступљено 06. 07. 2025.
- Храбак, Богумил (1999). „Стари Влах од XV до почетка XIX века” (PDF). Новопазарски зборник. 23: 55—80. Архивирано из оригинала 06. 07. 2025. г. Приступљено 06. 07. 2025.
- Храбак, Богумил (2000). „Партијско-политички живот на Косову, у Метохији и Рашкој 1919-1923. године” (PDF). Новопазарски зборник. 24: 141—191. Архивирано из оригинала 06. 07. 2025. г. Приступљено 06. 07. 2025.
- Храбак, Богумил (2002). „Јадран у политичким и економским настојањима Сандаља Хранића и Степана Вукчића Косаче”. Српска проза данас: Косаче - оснивачи Херцеговине. Билећа-Гацко: Просвјета. стр. 390—445.
- Храбак, Богумил (2003). Из старије прошлости Босне и Херцеговине. 1. Београд: Ауторско издање.
- Храбак, Богумил (2003). Из старије прошлости Босне и Херцеговине. 2. Београд: Архивар.
- Џемијет: организација муслимана Македоније, Косова, Метохије и Санџака : 1919-1928, 2003.
- Храбак, Богумил (2003). „Новопазарске џемијетлије” (PDF). Новопазарски зборник. 27: 241—252. Архивирано из оригинала 06. 07. 2025. г. Приступљено 06. 07. 2025.
- Храбак, Богумил (2004). Из старије прошлости Босне и Херцеговине. 3. Београд: Архивар.
- Храбак, Богумил (2004). „Руски војни изасланик на Цетињу Николаја М. Потапов о операцијама у Санџаку 1914. године” (PDF). Новопазарски зборник. 28: 103—114. Архивирано из оригинала 06. 07. 2025. г. Приступљено 06. 07. 2025.
- Храбак, Богумил (2006). „Италијани у Новом Пазару и Сарајеву до 1600. године” (PDF). Новопазарски зборник. 29: 93—98. Архивирано из оригинала 06. 07. 2025. г. Приступљено 06. 07. 2025.
- Храбак, Богумил (2007). „Војнуци у Трговишту (Рожају), Бихору, Будимљи, Пећи и Клопотнику 1485. године” (PDF). Новопазарски зборник. 30: 83—89. Архивирано из оригинала 06. 07. 2025. г. Приступљено 06. 07. 2025.*
- Храбак, Богумил (2009). Јевреји у Београду до стицања равноправности (1878). Београд: Српски генеалошки центар.
- Храбак, Богумил (2010). „Трговиште (XIV и XV век)” (PDF). Новопазарски зборник. 33: 7—24. Архивирано из оригинала 06. 07. 2025. г. Приступљено 06. 07. 2025.
- Храбак, Богумил (2011). „Фирентинска породица из Фераре Минијати на дубровачком пословном подручју (XVI век)”. Споменица академика Симе Ћирковића. Београд: Историјски институт. стр. 75—91.